# 真夜中のなか
真夜中のなか（まよなかのなか）は、1986年4月7日から1987年4月2日まで毎日放送ラジオ（MBSラジオ）で放送されていた深夜番組。

## 概要
女子大生がパーソナリティを務めた『MBSミスキャンパスDJ』から一転してのトークバラエティ番組。「素人DJを育てる」という名目で始まった番組で、スタート当初のパーソナリティにはイベントクリエイター、雑誌編集者などが本職の小川邦夫、鍼灸師のかたわら「野本有流」名義で「アンタッチャブル」（関西地方を中心に活動するアコースティックブルースバンド）のボーカルを務める野本利幸も起用された。
木曜日のパーソナリティが開始4ヶ月目でダウンタウンに代わるなど、パーソナリティの交代が多く、放送期間はわずか1年にとどまった。その一方で、放送時点の日本プロ野球でパシフィック・リーグの下位に長らく低迷していた南海ホークス（現在の福岡ソフトバンクホークスで当時の本拠地は大阪球場）ファンの悲哀を野本が歌ったブルース『南海ファンやもん』は当番組から生まれていて、日本コロムビアによる「アンタッチャブル」名義でのCDシングル化にまで至っている。

## パーソナリティ
- 月曜日:小川邦夫 → 橘茂
- 火曜日:桂吉朝（落語家） → チロリン[注釈 1]&ガッシャン[注釈 2]（いずれも放送作家）
- 水曜日:野本利幸（鍼灸師・ブルースシンガー）[注釈 3]
- 木曜日:松井昭憲（出演の時点では毎日放送アナウンサー）・生利由美 → ダウンタウン（1986年8月 - 1987年4月）